# Kaukasus-Asienfetthenne
Die Kaukasus-Asienfetthenne (Phedimus spurius (M. Bieb.) 't Hart; Syn.: Sedum spurium M. Bieb.) ist eine Pflanzenart, die heute zur Pflanzengattung Phedimus innerhalb der Familie der Dickblattgewächse (Crassulaceae) gehört und früher zur Gattung Fetthennen (Sedum) gezählt wurde.

## Beschreibung
Phedimus spurius ist eine ausdauernde, krautige Pflanze und wächst mit zahlreichen, niederliegenden oder kriechenden, wurzelbildenden Trieben. Die sterilen Triebe sind kahl oder leicht papillös und werden 5 bis 15 Zentimeter lang. Die Laubblätter sind gegen- oder seltener wechselständig angeordnet. Sie sind sitzend oder kurz gestielt. Die bei einer Länge von 15 bis 35 Millimeter und einer Breite von 10 bis 12 Millimeter spatelförmige bis verkehrt-eiförmige oder nahezu kreisrunde, keilförmige Blattspreite ist häufig im oberen Teil gekerbt.
Die papillösen Blütentriebe sind niederliegend oder aufsteigend. Ihr Blütenstand bildet sehr dichte Ebensträusse mit drei bis fünf Zweigen und 15 bis 30 Blüten. Die verkehrt lanzettlichen bis länglichen Brakteen sind papillös. Die fünfzähligen (selten sechszähligen) Blüten sind fast sitzend oder kurz gestielt. Ihre deltoiden bis lanzettlichen Kelchblätter sind stumpf bis spitz und zu ihrer Spitze hin papillös. Sie sind bis zu 10 Millimeter lang. Die reinweißen bis blutroten Kronblätter sind im unteren Teil aufrecht, drüber meist ausgebreitet. Sie sind gekielt, fast eiförmig und besitzen ein kurzes, gelegentlich auch langes, aufgesetztes Spitzchen und sind 7 bis 15 Millimeter lang. Die Staubfäden sind 5 bis 9 Millimeter lang und die Staubbeutel rot. Die Nektarschüppchen sind etwa 0,5 Millimeter lang und 1 Millimeter breit. Die Blütezeit reicht von Juni bis August.
Die an ihrer Basis miteinander vereinigten, kahlen Früchte sind fast aufrecht und 5 bis 9 Millimeter lang. Die Samen sind lineal-länglich und etwa 1 Millimeter lang.
Die Chromosomenzahl beträgt {\displaystyle 2n=28,42}.

## Systematik und Etymologie
Die Erstbeschreibung als Sedum spurium erfolgte 1808 durch Friedrich August Marschall von Bieberstein. Henk ’t Hart stellte die Art 1995 als Phedimus spurius (M. Bieb.) 't Hart in Evolution and Systematics of the Crassulaceae S. 168 in die Gattung Phedimus. Synonyme sind Asterosedum spurium (M.Bieb.) Grulich, Spathulata spuria (M.Bieb.) Á.Löve & D.Löve, Crassula crenata Desf. und Sedum oppositifolium Sims.
Das Artepitheton spurius bedeutet „unehelich, von einem unbekannten Vater mit einer Prostituierten gezeugt“ und bezieht sich auf Arten, deren taxonomische Einordnung Schwierigkeiten bereitete.

## Verbreitung und Standort

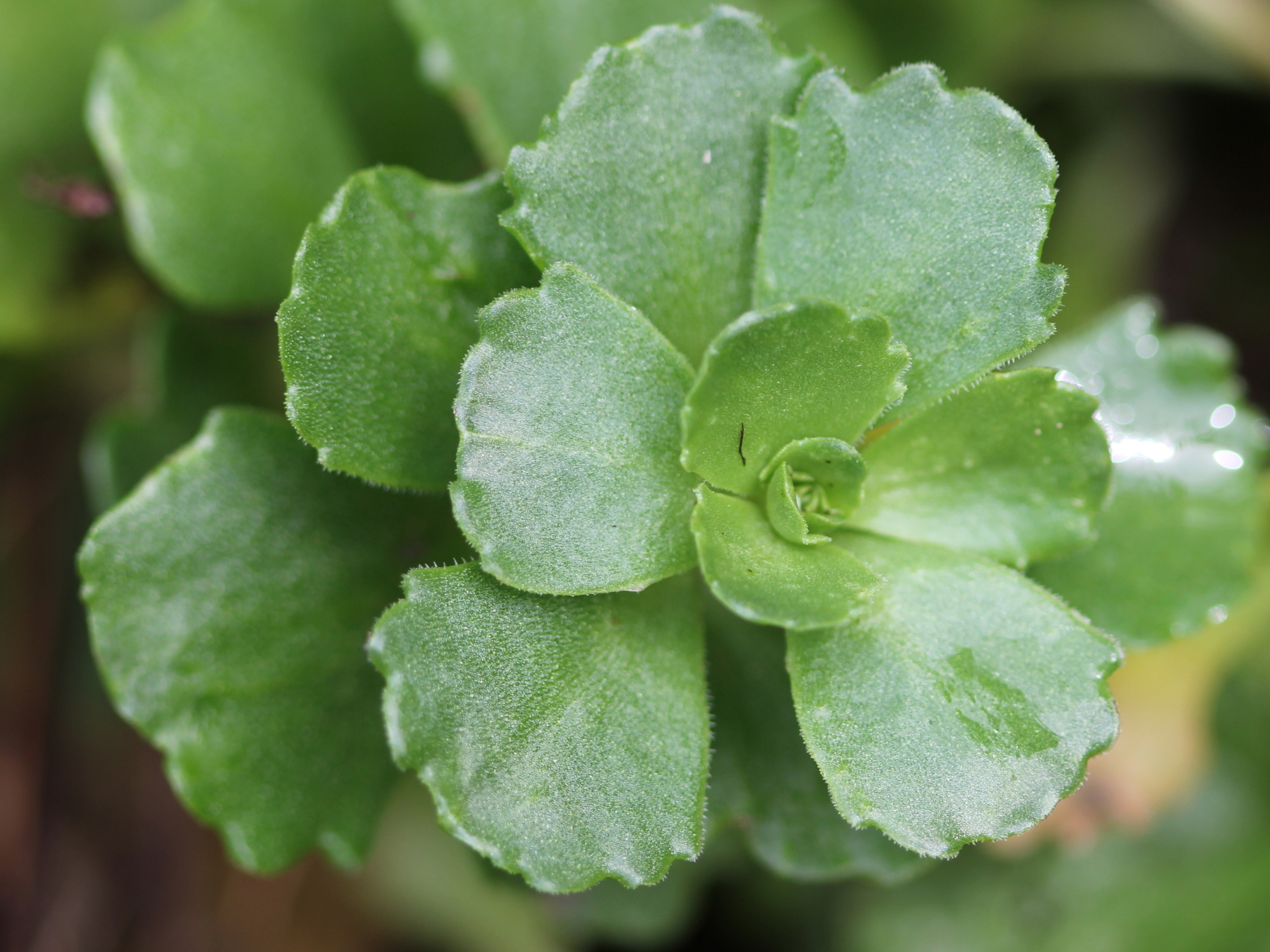
Die Blätter sind fleischig und bilden kleine Rosetten

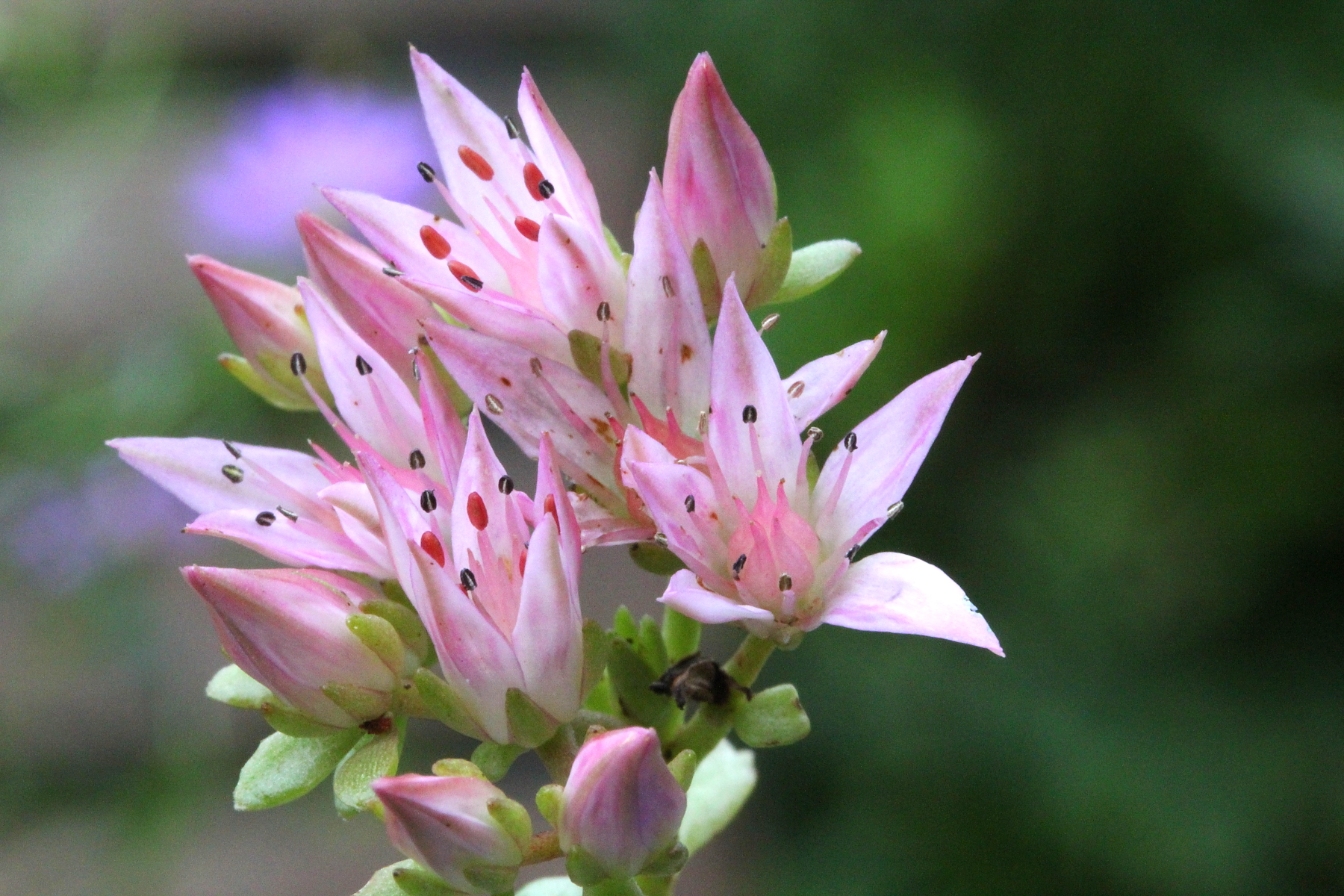
Detailansicht eines Blütenstandes

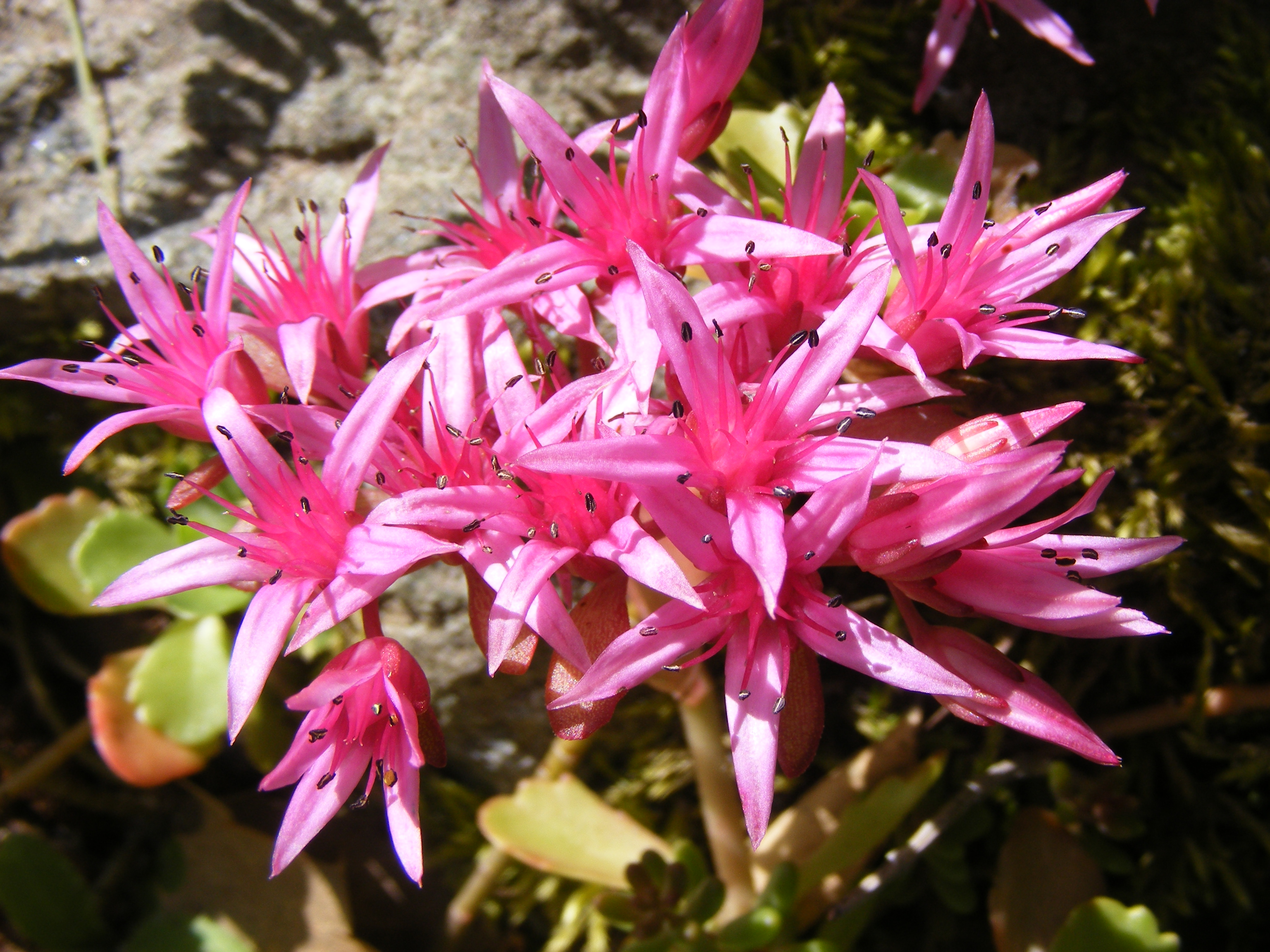
Blüten

Phedimus spurius ist ursprünglich in Georgien (im Kaukasus-Gebiet), im Norden Irans und in Kleinasien (Türkei) an felsigen Stellen und auf subalpinen Wiesen in Höhenlagen von 1250 bis 3000 Metern verbreitet. Die Pflanze wird auch als Gartenpflanze genutzt und gedeiht verwildert auf Trockenrasen, Mauern und Felsen. Sie ist in Mitteleuropa pflanzensoziologisch eine Charakterart des Verbands Convolvulo-Agriopyrion oder der Klassen Sedo-Scleranthetea und Asplenietea. Sie steigt auf Felsen im Engadin bei Pontresina bis 1770 Meter Meereshöhe auf.
Die ökologischen Zeigerwerte nach Landolt et al. 2010 sind in der Schweiz: Feuchtezahl F = 2w+ (mäßig trocken aber stark wechselnd), Lichtzahl L = 4 (hell), Reaktionszahl R = 3 (schwach sauer bis neutral), Temperaturzahl T = 4 (kollin), Nährstoffzahl N = 3 (mäßig nährstoffarm bis mäßig nährstoffreich), Kontinentalitätszahl K = 4 (subkontinental).

## Verwendung im Garten und Invasivität
Im Handel sind diese Zierpflanzen üblicherweise noch unter Sedum spurium zu finden. Gartenformen sind beispielsweise:
- 'Schorbuser Blut' mit rotvioletten Blüten und dunkelvioletten Blättern,
- 'Sunset Cloud' mit rosaorangen Blüten[7],
- 'Album Superbum' auch Schneeteppich-Fettblatt oder Teppich-Fetthenne genannt, mit reinweißen Blüten und hellgrünen Blättern, nicht zu verwechseln mit Sedum album (Weißer Mauerpfeffer[8]),
- 'Purpurteppich' mit rotbraunen Laub und roten Blüten sowie
- 'Roseum Superbum' mit reinrosa Blüten[9].

Phedimus spurius ist in vielen Ländern Europas stellenweise verwildert bzw. neu eingebürgert und daher auch außerhalb von kultivierten Gärten anzutreffen. In Österreich ist sie in allen Bundesländern anzutreffen und zum Teil inzwischen eingebürgert.
2013 wurde die Pflanze vom Bundesamt für Naturschutz als invasive Pflanze auf die Schwarze Liste der Arten gesetzt, die mit Managementmaßnahmen zurückgedrängt werden sollen. Sie wird als Neophyt behandelt.
Grund ist eine starke Ausbreitung auf beispielsweise Felsstandorten, wo sie in der Lage ist durch die Ausbildung dichter Pflanzenteppiche seltene Pflanzenarten zurückzudrängen. Von den Diabasfelsen in Hof (Bayern) sind Naturschutz-Probleme dokumentiert. Durch Landschaftspflegemaßnahmen wird versucht die Pflanze zurückzudrängen. Daher sollte auf eine Verwendung im Garten verzichtet werden, oder zumindest darauf geachtet werden, dass die Pflanze nicht aus dem Garten herauswächst oder unbeabsichtigt mit Kompostmaterial in die Landschaft verschleppt wird.
Die Pflanze befindet sich auf der Liste der gebietsfremden invasiven Pflanzen der Schweiz.